# Hareidlandet
Hareidlandet är en ö som är delad mellad de båda kommunerna Hareid och Ulstein i Møre og Romsdal fylke i västra Norge. Ön ligger sydväst om staden Ålesund och är den största ön i landskapet Sunnmøre med en yta på 165 kvadratkilometer. 2022 hade ön 13 683 invånare.

## Etymologi
Namnet Hareidlandet kommer från fornvästnordiskans hǫð som betyder strid.

## Geografi och kommunikationer
Hareidlandet har en del låglänta områden med inslag av myrmark och i övrigt mest skogslösa kullar och fjäll som når upp till 697 meter över havet med Blåtind i söder. Tvärs över ön från öster till väster går en cirka tolv kilometer lång passage mellan de båda industriorterna och tillika centralorterna Hareid och Ulsteinvik. Här går fylkesväg 61 mellan Ålesund och Nordfjord med en högsta punkt på 155 meter över havet. Det går en bilfärja från Hareid till orten Sulesund i Sula kommun, 26 kilometer från staden Ålesunds centrum. Vägnätet på ön är väl utbyggt med broförbindelser till öarna Gurskøya och Dimna på västra sidan.

## Näringsliv
Det finns en stor industriverksamhet i båda kommunerna på ön, särskilt i Ulsteins kommun i väster. Hareids kommun i öster är en stor fiskekommun vad gäller fångst som tas iland.

## Bilder

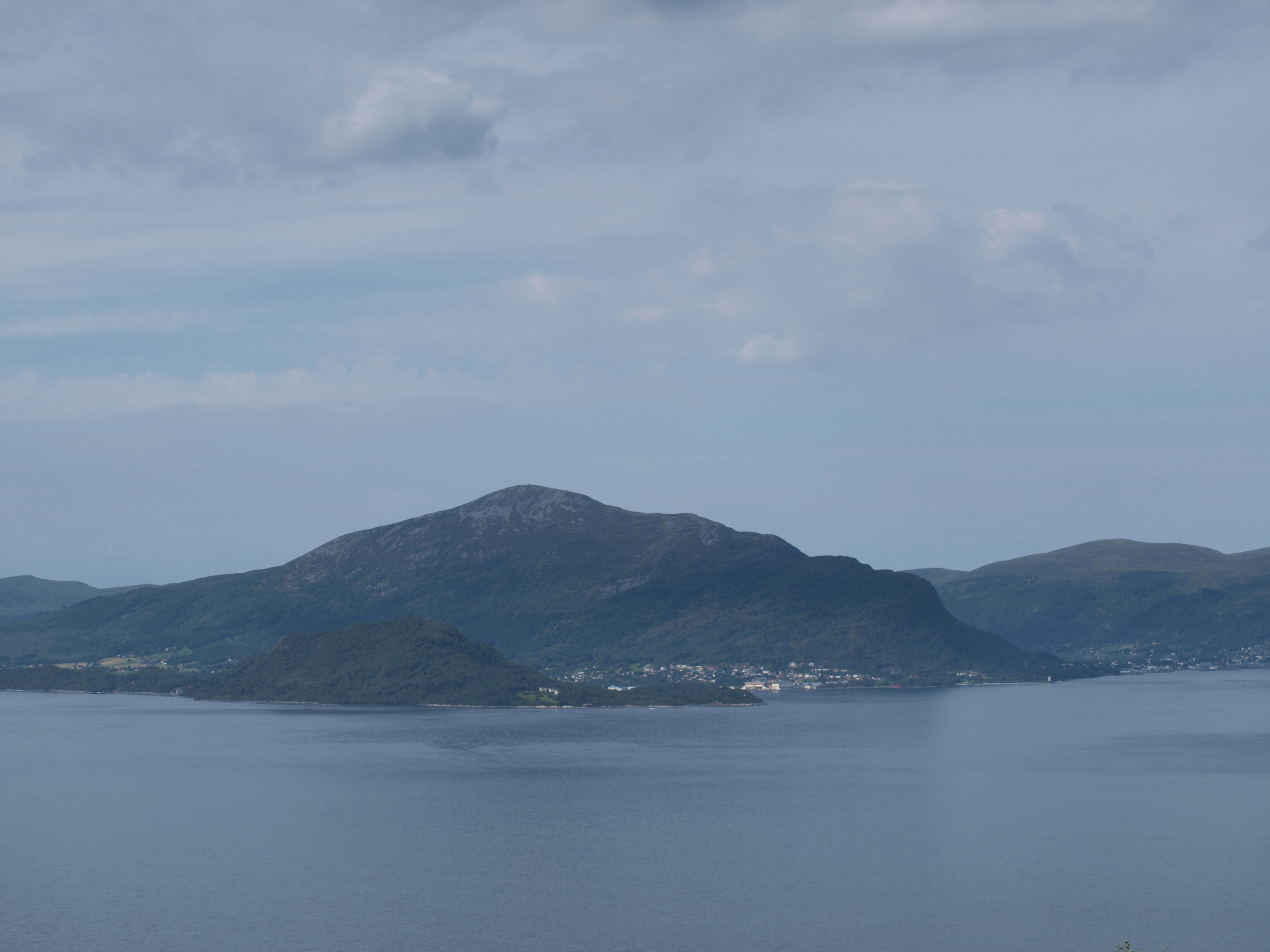
Fjället Melshornet.
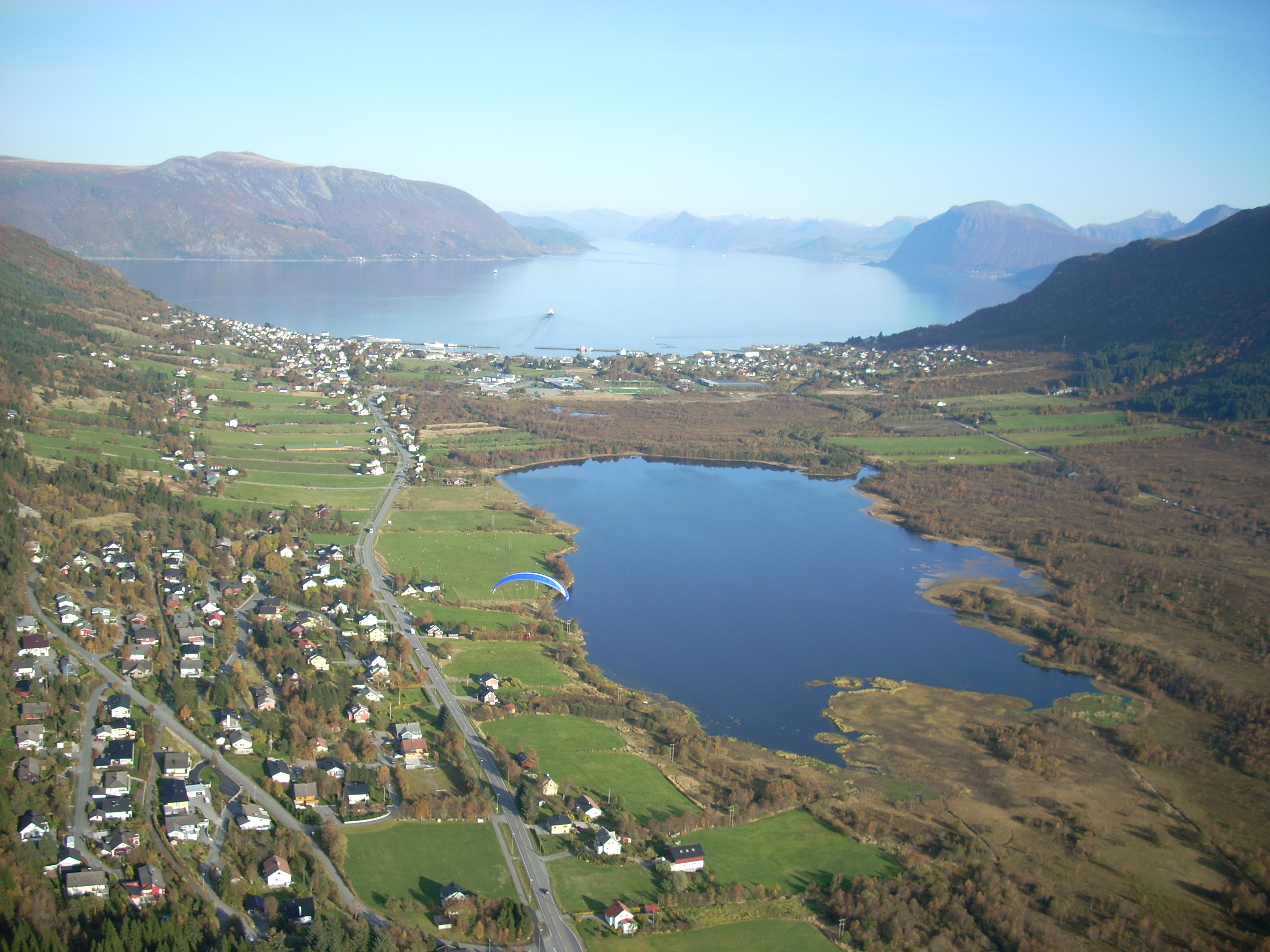
Insjön Grimstadvatnet med tätorten Hareid i bakgrunden.